# Vadim Pavlenko
Vadim Ivanovič Pavlenko (in russo Вадим Иванович Павленко?, angl. Vadim Ivanovich Pavlenko; Mosca, 3 gennaio 1955 – Mosca, 6 ottobre 2000) è stato un calciatore sovietico, di ruolo attaccante.

## Carriera

### Club
Si fa notare nella stagione 1974 mettendo a segno 16 reti in 28 giornate di campionato, piazzandosi solamente dietro a Oleh Blochin nella classifica marcatori e mantenendo una media superiore allo 0,5 reti a partita. Nel 1976 vince il campionato sovietico con la Dinamo Mosca. Nel 1977 si trasferisce allo Spartak: le sue 14 marcature aiutano la squadra moscovita a conquistare il campionato di seconda divisione, risalendo subito alla prima categoria. Ritornato alla Dinamo per un breve periodo nel 1979, in seguito passa al Terek Groznyj, in Pervaja Liga. Sigla 8 gol in 21 partite di campionato prima di lasciare la società cecena, andando al Dnepr. Alla sua prima stagione, nel 1980, mette a segno 19 reti consentendo alla propria squadra di ottenere la promozione in Vysšaja Liga. Nel 1982 chiude la carriera allo Spartak Kostroma, in seconda divisione.
Totalizza 174 incontri e 63 reti nei campionati sovietici, 82 partite e 22 gol nella massima divisione sovietica, 92 presenze e 41 marcature nella seconda divisione sovietica, 1 presenza nella Coppa UEFA 1976-1977 il 15 settembre contro l'AEK Atene (2-0) e 2 presenze nella Coppa delle Coppe 1979-1980 contro il Boavista (0-0 e 1-1).

## Palmarès

### Club

#### Competizioni nazionali
- Vysšaja Liga: 1

Dinamo Mosca: 1976 (primavera)
- Pervaja Liga: 1

Spartak Mosca: 1977